# Jochen Behle
Jochen Friedrich Behle (ur. 7 lipca 1960 w Korbach) – niemiecki biegacz narciarski, zawodnik klubu SC Monte Kaolino Hirschau.

## Kariera
Po raz pierwszy w zawodach Pucharu Świata Jochen Behle pojawił się 16 stycznia 1982 roku w Le Brassus, zajmując ósme miejsce w biegu na 15 km stylem klasycznym. Tym samym już w swoim debiucie zdobył pierwsze pucharowe punkty. Pierwsze podium wywalczył nieco ponad dwa miesiące później, 19 marca 1982 roku w Štrbskim Plesie, gdzie był trzeci na tym samym dystansie. Wyprzedzili go jedynie Harri Kirvesniemi Finlandii oraz Szwed Thomas Wassberg. Behle jeszcze czterokrotnie stawał na podium zawodów PŚ: 10 grudnia 1983 roku w Reit im Winkl i 19 grudnia 1989 roku w Salt Lake City był trzeci na 15 km stylem klasycznym, 25 lutego 1990 roku w Reit im Winkl zajął trzecie miejsce na dystansie 30 km techniką dowolną, a 17 grudnia 1989 roku w Calgary zwyciężył w biegu na 50 km klasykiem. Było to jego jedyne zwycięstwo w zawodach tej rangi. Najlepsze wyniki osiągał w sezonie 1989/1990, który ukończył na czwartej pozycji w klasyfikacji generalnej. Do zajmującego trzecie miejsce w klasyfikacji Norwega Bjørna Dæhlie Niemiec stracił 30 punktów.
W 1980 roku wziął udział w igrzyskach olimpijskich w Lake Placid, zajmując czwarte miejsce w sztafecie i dwunaste w biegu na 15 km. Startował także na pięciu kolejnych igrzyskach, indywidualnie najlepszy wynik osiągając podczas igrzysk w Lillehammer w 1994 roku, gdzie był jedenasty w biegu na 10 km klasykiem. Na tych samych igrzyskach zajął też ponownie czwarte miejsce w sztafecie. Kilkakrotnie startował na mistrzostwach świata, zajmując między innymi szóste miejsce w biegu na 10 km techniką klasyczną podczas mistrzostw świata w Falun w 1993 roku oraz szóste na dystansie 15 km techniką dowolną na mistrzostwach świata w Lahti cztery lata wcześniej. W 1998 roku zakończył karierę.
Po zakończeniu kariery został trenerem. W latach 1994–1999 jego żoną była niemiecka biathlonistka Petra Behle. Podczas Zimowych Igrzysk Olimpijskich 1998 w Nagano Jochen Behle był chorążym reprezentacji Niemiec.

## Osiągnięcia

### Igrzyska olimpijskie
| Miejsce | Dzień     | Rok  | Miejscowość | Konkurencja             | Czas biegu   | Strata       | Zwycięzca            |
| ------- | --------- | ---- | ----------- | ----------------------- | ------------ | ------------ | -------------------- |
| 12.     | 17 lutego | 1980 | Lake Placid | 15 km stylem klasycznym | 41:57,63 min | +1:18,42 min | Thomas Wassberg      |
| 4.      | 20 lutego | 1980 | Lake Placid | Sztafeta 4 × 10 km      | 1:57:03,46 h | +3:19,28 min | ZSRR                 |
| 15.     | 10 lutego | 1984 | Sarajewo    | 30 km stylem dowolnym   | 1:28:56,3 h  | +4:02,4 min  | Nikołaj Zimiatow     |
| DNF     | 13 lutego | 1984 | Sarajewo    | 15 km stylem klasycznym | 41:25,6 min  | –            | Gunde Svan           |
| 6.      | 16 lutego | 1984 | Sarajewo    | Sztafeta 4 × 10 km      | 1:55:06,3 h  | +4:23,9 min  | Szwecja              |
| 23.     | 15 lutego | 1988 | Calgary     | 30 km stylem klasycznym | 1:24:26,3 h  | +5:42,0 min  | Aleksiej Prokurorow  |
| 23.     | 19 lutego | 1988 | Calgary     | 15 km stylem klasycznym | 41:18,9 min  | +2:40,8 min  | Michaił Diewiatjarow |
| 7.      | 22 lutego | 1988 | Calgary     | Sztafeta 4 × 10 km      | 1:43:58,6 h  | +4:07,4 min  | Szwecja              |
| 15.     | 10 lutego | 1992 | Albertville | 30 km stylem klasycznym | 1:22:27,8 h  | +3:32,0 min  | Vegard Ulvang        |
| 24.     | 13 lutego | 1992 | Albertville | 10 km stylem klasycznym | 27:36,0 min  | +2:12,2 min  | Vegard Ulvang        |
| 6.      | 18 lutego | 1992 | Albertville | Sztafeta 4 × 10 km      | 1:39:26,0 h  | +4:15,7 min  | Norwegia             |
| 11.     | 17 lutego | 1994 | Lillehammer | 10 km stylem klasycznym | 24:20,1 min  | +1:09,3 min  | Bjørn Dæhlie         |
| 14.     | 19 lutego | 1994 | Lillehammer | 10+15 km pościgowy      | 1:00:08,8 h  | +4:45.2 min  | Bjørn Dæhlie         |
| 4.      | 22 lutego | 1994 | Lillehammer | Sztafeta 4 × 10 km      | 1:41:15,0 h  | +3:11,7 min  | Włochy               |
| DNF     | 27 lutego | 1994 | Lillehammer | 50 km stylem klasycznym | 2:07:20,3 h  | –            | Władimir Smirnow     |
| DNF     | 9 lutego  | 1998 | Nagano      | 30 km stylem klasycznym | 1:33:55,8 h  | –            | Mika Myllylä         |
| 40.     | 12 lutego | 1998 | Nagano      | 10 km stylem klasycznym | 27:24,5 min  | +2:31,4 min  | Bjørn Dæhlie         |
| 8.      | 17 lutego | 1998 | Nagano      | Sztafeta 4 × 10 km      | 1:40:55,7 h  | +2:20,4 min  | Norwegia             |

### Mistrzostwa świata
| Miejsce | Dzień     | Rok  | Miejscowość   | Konkurencja             | Czas biegu  | Strata      | Zwycięzca                     |
| ------- | --------- | ---- | ------------- | ----------------------- | ----------- | ----------- | ----------------------------- |
| 17.     | 20 lutego | 1982 | Oslo          | 30 km stylem dowolnym   | 1:21:52,3 h | ?           | Thomas Eriksson               |
| 7.      | 23 lutego | 1982 | Oslo          | 15 km stylem dowolnym   | 38:52,5 min | +33,9 s     | Oddvar Brå                    |
| 6.      | 25 lutego | 1982 | Oslo          | Sztafeta 4 × 10 km      | 1:56:27,6 h | +4:08,8 min | Norwegia · ZSRR               |
| 8.      | 18 lutego | 1989 | Lahti         | 30 km stylem klasycznym | 1:24:56,9 h | +1:38,9 min | Władimir Smirnow              |
| 6.      | 22 lutego | 1989 | Lahti         | 15 km stylem klasycznym | 40:39,6 min | +47,0 s     | Gunde Svan                    |
| 10.     | 24 lutego | 1989 | Lahti         | Sztafeta 4 × 10 km      | 1:40:12,3 h | +4:12,0 min | Szwecja                       |
| 11.     | 7 lutego  | 1991 | Val di Fiemme | 30 km stylem klasycznym | 1:16:12,4 h | +2:00,4 min | Gunde Svan                    |
| 15.     | 11 lutego | 1991 | Val di Fiemme | 10 km stylem klasycznym | 25:55,0 min | +45,8 s     | Terje Langli                  |
| 9.      | 20 lutego | 1993 | Falun         | 30 km stylem klasycznym | 1:17:33,6 h | +1:25,9 min | Bjørn Dæhlie                  |
| 5.      | 22 lutego | 1993 | Falun         | 10 km stylem klasycznym | 24:51,6 min | +19,0 s     | Sture Sivertsen               |
| 9.      | 24 lutego | 1993 | Falun         | 10+15 km pościgowy      | 1:01:45,0 h | +1:59,7 min | Bjørn Dæhlie Władimir Smirnow |
| 5.      | 26 lutego | 1993 | Falun         | Sztafeta 4 × 10 km      | 1:44:14,9 h | +2:23,6 min | Norwegia                      |
| 10.     | 9 marca   | 1995 | Thunder Bay   | 30 km stylem klasycznym | 1:15:52,3 h | +4:02,9 min | Władimir Smirnow              |
| 7.      | 11 marca  | 1995 | Thunder Bay   | 10 km stylem klasycznym | 24:52,3 min | +50,7 s     | Władimir Smirnow              |
| 7.      | 17 marca  | 1995 | Thunder Bay   | Sztafeta 4 × 10 km      | 1:34:27,1 h | +3:51,8 min | Norwegia                      |
| 24.     | 24 lutego | 1997 | Trondheim     | 10 km stylem klasycznym | 23:41,8 min | +1:24,6 min | Bjørn Dæhlie                  |
| 6.      | 28 lutego | 1997 | Trondheim     | Sztafeta 4 × 10 km      | 1:37:06,1 h | +3:37,1 min | Norwegia                      |

### Puchar Świata

#### Miejsca w klasyfikacji generalnej
- 1981/1982: 3.
- 1982/1983: 24.
- 1983/1984: 24.
- 1985/1986: 15.
- 1987/1988: 43.
- 1988/1989: 21.
- 1989/1990: 4.
- 1990/1991: 37.
- 1991/1992: 19.
- 1992/1993: 24.
- 1993/1994: 27.
- 1994/1995: 22.
- 1995/1996: 36.
- 1996/1997: 35.
- 1997/1998: 58.

#### Miejsca na podium chronologicznie
| Nr | Dzień      | Rok  | Miejscowość    | Konkurencja             | Czas biegu | Pozycja | Strata | Zwycięzca         |
| -- | ---------- | ---- | -------------- | ----------------------- | ---------- | ------- | ------ | ----------------- |
| 1. | 19 marca   | 1982 | Štrbské Pleso  | 15 km stylem klasycznym | ?          | 3.      | ?      | Harri Kirvesniemi |
| 2. | 10 grudnia | 1983 | Reit im Winkl  | 15 km stylem klasycznym | ?          | 3.      | ?      | Nikołaj Zimiatow  |
| 3. | 9 grudnia  | 1989 | Salt Lake City | 15 km stylem klasycznym | ?          | 3.      | ?      | Bjørn Dæhlie      |
| 4. | 17 grudnia | 1989 | Calgary        | 50 km stylem klasycznym | ?          | 1.      | –      | –                 |
| 5. | 25 lutego  | 1990 | Reit im Winkl  | 30 km stylem dowolnym   | ?          | 3.      | ?      | Władimir Smirnow  |